# 漢灘江
漢灘江（ハンタンガン、朝鮮語: 한탄강）は、 大韓民国にある河川。朝鮮民主主義人民共和国（北朝鮮）に属する江原道平康郡を源流とし、軍事境界線を越え、江原特別自治道鉄原郡を流れる。京畿道漣川郡全谷邑と同嵋山面の間で臨津江に合流する。 長さの合計は136km。

## 由来と歴史

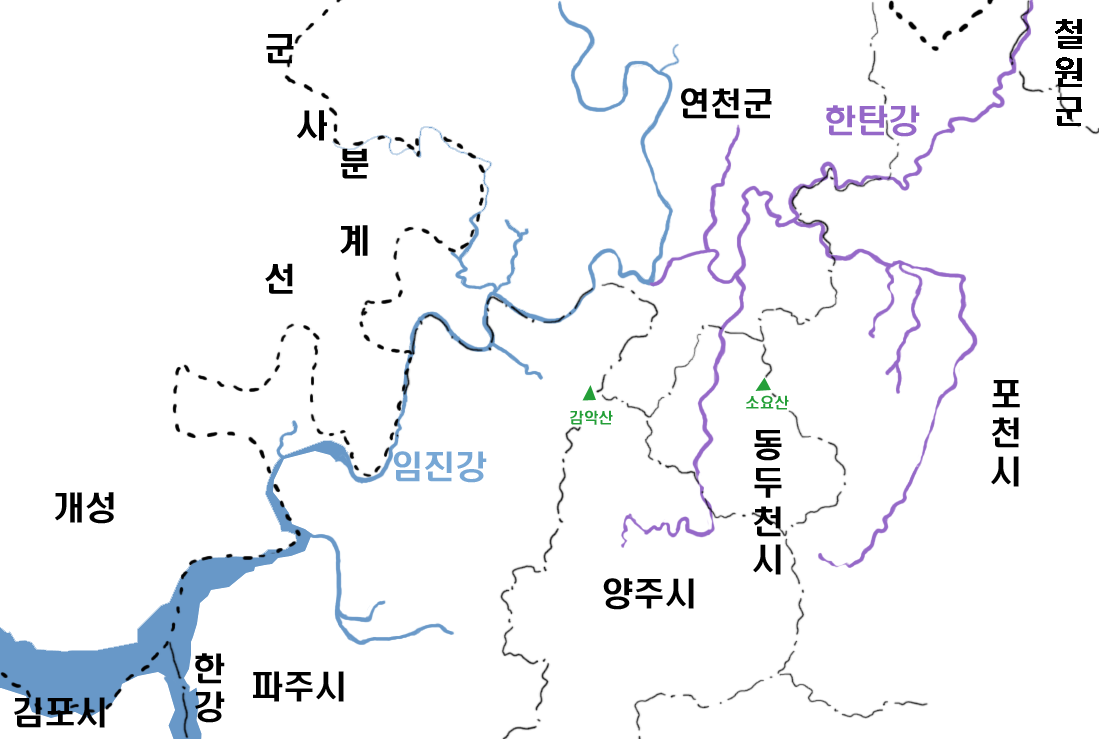
臨津江水系。このうち、紫の部分が漢灘江とその流域

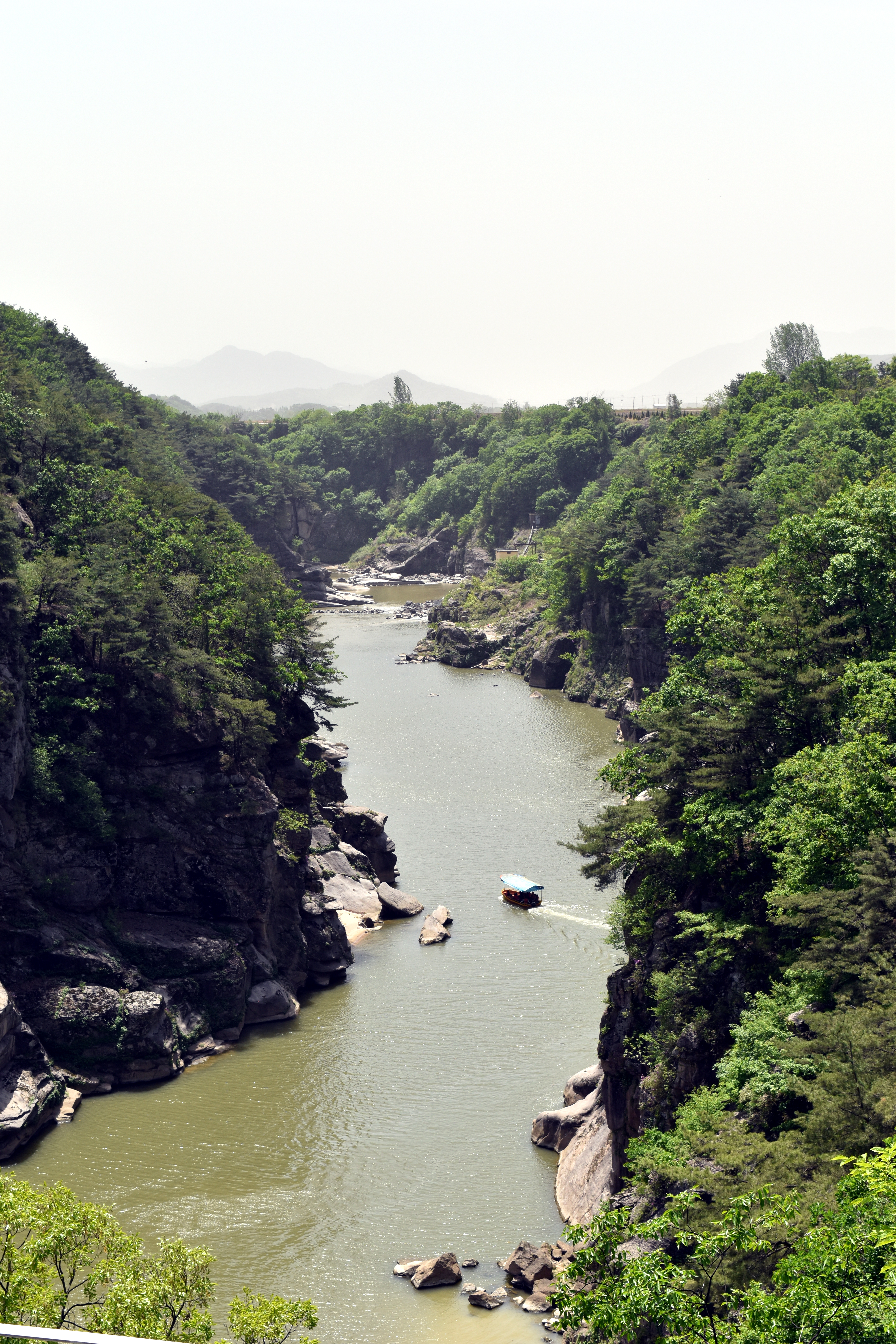
鉄原郡の孤石亭（コソクジョン）付近の漢灘江渓谷。鉄原郡と平康郡は朝鮮戦争では「鉄の三角地帯」と呼ばれる激戦区で、今も南北の軍事境界線が分断する。現在は孤石亭国民観光地という観光地になっており、鉄原付近の戦跡めぐりの拠点でもある

漢灘江は、古代には「大きな瀬」を意味するハンヨウルと呼ばれており、今でも全谷邑にハンヨウル村がある。昔の記録では、大灘（テタン）と呼ばれていたが、その後現在のように漢灘江と呼ばれるようになった。後三国時代、後高句麗の弓裔がこの川の周りの玄武岩を見て、国がもうすぐ滅びると嘆いたため、漢灘江と呼ばれるようになったという説もある。
全谷邑には北緯38度線が走っているが、そのあたりが朝鮮戦争での激戦地であった。
朝鮮戦争の国連軍3,200人がこの川の近くで腎症候性出血熱に感染し何百人もの人が死亡した。高麗大学校の李鎬汪は、この疾患の原因ウイルスを発見し、漢灘江にちなんでハンタンウイルス（Hantann River Virus, 現在ではハンタウイルスと総称される）と名付けている。

## 地質
漢灘江は火山活動により形成した山岳地帯を通るため、峡谷や崖ができる。楸哥嶺構造谷を形成する鉱物は片麻岩、原生代、中生代ジュラ紀の花崗岩、白亜紀の新しい層の堆積岩である。臨津江と同様に、傾斜が緩いため、平衡河川で中州は発達している。また、南大川、永平川、車灘川といった支流がある。
2020年に一帯がユネスコ世界ジオパークに指定される。

## 天然記念物
- 漢灘江大橋川玄武岩峡谷（朝鮮語版）[7][8]